# Éxodo
El Éxodo es el segundo libro de la Biblia. Se trata de un texto tradicional que narra la historia del éxodo en la que los israelitas abandonan definitivamente la esclavitud en Egipto por la fuerza de Yahveh (capítulos 1-12). Es una narrativa del Éxodo, el relato del origen de los israelitas que abandonan la esclavitud en el Egipto bíblico gracias a la fuerza de su deidad llamada Yahvé, quien, según la historia, los eligió como su pueblo. Los israelitas viajan entonces con el legendario profeta Moisés al monte Sinaí, donde Yahvé da los Diez Mandamientos y ellos entran en un pacto mosaico con Yahvé, quien promete hacerlos una «nación santa y un reino de sacerdotes» a condición de su fidelidad. Él les da sus leyes e instrucciones para construir el Tabernáculo, el medio por el cual él vendrá del cielo y morará con ellos y los guiará en una guerra santa para conquistar Canaán (la «Tierra Prometida»), que anteriormente, según la narración de la creación del Génesis, había sido prometida a la «descendencia» de Abraham, el legendario patriarca de los israelitas.Describe cómo Dios envía las diez plagas de Egipto para que el Faraón libere a los israelitas. Los israelitas viajan entonces con el profeta Moisés al monte Sinaí (capítulos 13-18), donde Yahvé les promete la tierra de Canaán (la Tierra Prometida) a cambio de su fidelidad. Allí, entran en un pacto mosaico con Yahveh, y la redacción de los Diez Mandamientos y otras normas legales (caps. 19-24). Las instrucciones para construir el Tabernáculo, el medio por el que vendrá del cielo y habitará con ellos y los dirigirá en una guerra santa para poseer la tierra, y luego les dará la paz (caps. 25-31). El episodio del becerro de oro, donde se da la ley por segunda vez (caps. 32-34). Y por último, más sobre la construcción del tabernáculo, la vestimenta del sacerdote y otros objetos rituales (capítulos 35-40).
En el judaísmo, el libro del Éxodo forma parte del canon, encontrándose contenido en la Torá y formando uno de los cinco libros del Pentateuco, que forman la primera parte de la Biblia hebrea. En el cristianismo, el libro del Éxodo también forma parte del canon y se encuentra en el Antiguo Testamento.
El Éxodo se atribuyó tradicionalmente al propio Moisés, pero los eruditos modernos ven su composición final como un producto del exilio babilónico (siglo VI a. C.), basado en tradiciones escritas y orales anteriores. El consenso entre los estudiosos sostiene que el Éxodo tal y como aparece en la Biblia es legendario y no describe con exactitud eventos históricos, aunque una mayoría simple mantiene la existencia de un núcleo histórico que dio sustancia a la tradición bíblica posterior.

## Nombre
Éxodo proviene del latín exŏdus, y este del griego ἔξοδος, éxodos, que significa ‘salida’.
En el judaísmo, el texto tradicional es conocido en hebreo como Shmot (שׁמות), término cuyo significado literal es ‘nombres’.
Es en la Septuaginta donde se lo titula Éxodos. Al realizarse la traducción al latín, se adoptó dicho nombre, que fue entonces expresado como exŏdus. Las diferentes transformaciones en la grafía, necesarias según cada idioma, dieron lugar, en español, al término “Éxodo”.

## Propósito
El principal propósito del Éxodo es mantener vivo en la memoria del pueblo hebreo el relato fundacional de dicho grupo como nación, a partir de la salida de Egipto, una vez libre y dirigiéndose hacia la Tierra Prometida, el pueblo israelita adquirió por primera vez conciencia de su unidad étnica, filosófica, religiosa y nacional, dado que el Libro del Éxodo se refiere a la esclavitud de los hebreos en Egipto y la epopeya que condujo a liberarlos de tal condición, haciendo de ellos un grupo libre, con identidad nacional propia y a su vez provisto de Ley. Significativas, en este contexto fue aquello que Moisés dijo al pueblo israelita:

« Tened memoria de este día, en el cual habéis salido de Egipto, de la casa de servidumbre, pues Yahvé os ha sacado de aquí con mano fuerte; por tanto, no comeréis leudado. Vosotros salís hoy en el mes de Abib. [...] Harás esta celebración en este mes. Siete días comerás pan sin leudar, y el séptimo día será fiesta para Yahvé. Por los siete días se comerán los panes sin levadura, y no se verá contigo nada leudado, ni levadura [...]. Y lo contarás en aquel día a tu hijo, diciendo: Se hace esto con motivo de lo que Yahvé hizo conmigo cuando me sacó de Egipto. Y te será como una señal sobre tu mano, y como un memorial delante de tus ojos, para que la ley de Yahvé esté en tu boca; por cuanto con mano fuerte te sacó Yahvé de Egipto. Por tanto, tú guardarás este rito en su tiempo de año en año ». Éxodo 13:3-10.

A partir del citado pasaje bíblico que el pueblo de Israel ha considerado —y aún considera— su obligación el narrar el relato del Éxodo a lo largo de cada celebración pascual. Ello tiene lugar cada Séder de Pésaj, cuando el pueblo de Israel lee y rememora los contenidos que se encuentran expresados en la Hagadá pascual.
El Libro del Éxodo establece también las bases de la liturgia y del culto del pueblo Israel; el libro en cuestión está a su vez dominado en toda su extensión por la figura del patriarca Moisés, quien se desempeñó como líder, conductor y legislador del pueblo de Israel.
El Libro del Éxodo no es exclusivamente narrativo, sino que contiene también leyes, himnos y oraciones.

## Estructura
"La historia comienza con un pueblo esclavizado en medio de la idolatría egipcia y termina con un pueblo redimido morando en la presencia de Dios".

1. Opresión en Egipto 1,1-11,10
- Esclavitud en Egipto 1,1-22
- Preparación del Libertador 2,1-4,31
- Lucha contra el opresor 5,1-11,10

2. Liberador de Egipto 12,1-14,31
- Redención por sangre 12,1-51
- Institución de la Pascua 12,1-28
- La décima plaga, muerte de los primogénitos 12,29-51
- Redención mediante la poderosa ayuda divina 13,1-14,31
- Consagración de los primogénitos 13,1-16
- Cruce del mar Rojo 13,17- 14,31

3. Educación de los redimidos en el desierto 15,1-18,27
- Canto triunfal de los redimidos 15,1-21
- Los redimidos puestos a prueba 15,22-17,16
- Prueba amarga 15,22-27
- Hambre 16,1-36
- Sed 17,1-7
- El conflicto 17,8-16
- Gobierno de los redimidos 18,1-27

4. “Consagración de Los Redimidos en el Sinaí” 19,1-34-35
- Aceptación de la Ley 19,1-31,18
- Directivas dadas a Moisés 19,1-25
- Los mandamientos de carácter moral 20,1-26
- Las ordenadas de carácter social 21,1-24,11
- Reglamentos de carácter religioso 24,12-31-18
- Infracción de la Ley 32,1-14
- El becerro de oro 32,1-14
- Rompimiento de las tablas 32,15-35
- Restauración de la Ley 33,1-34,35
- Visión renovada 33,1-34,35
- Las segundas tablas 34,1-35

5. La adoración de los redimidos en el tabernáculo, sacerdocio y ritual 38,1-40,38
- Ofrendas y obreros para el tabernáculo 35,1-40,38
- Construcción del tabernáculo y nombramiento de quienes participaron 36,1-39,43
- Se erige el tabernáculo y desciende la gloria divina 40,1-38

## Resumen
Los hijos de Jacob se unen a su hermano José en Egipto con sus familias, donde su pueblo comienza a crecer en número. Cuatrocientos años después, el nuevo Faraón de Egipto, que no recuerda cómo José había salvado a Egipto de la hambruna, teme que los israelitas puedan convertirse en una quinta columna. Los obliga a la esclavitud y ordena arrojar a todos los niños recién nacidos al Nilo, para reducir la población. Una mujer levita (Jocabed, según otras fuentes) salva a su bebé al ponerlo a la deriva en el río Nilo en un arca de juncos. La hija del Faraón encuentra al niño, le pone el nombre de Moisés y, por simpatía hacia el niño hebreo, lo cría como si fuera suyo. 
Consciente de sus orígenes, un Moisés adulto mata a un capataz egipcio que golpea a un esclavo hebreo y huye a Madián para escapar del castigo. Allí se casa con Séfora, hija de un sacerdote madianita Jetró, y de repente se encuentra con Dios en una zarza ardiente. Moisés pregunta a Dios por su nombre, a lo que Dios responde "Yo soy el que soy", la explicación del libro sobre el origen del nombre Yahvé, como se conoce a Dios a partir de entonces. Dios le dice a Moisés que regrese a Egipto y conduzca a los hebreos a Canaán, la tierra prometida a Abraham en el Libro del Génesis. En el viaje de vuelta a Egipto, Dios intenta matar a Moisés por no haber circuncidado a su hijo, pero Séfora le salva la vida.
Moisés se reúne con su hermano Aarón y, de vuelta a Egipto, convoca a los ancianos israelitas, preparándolos para ir al desierto a adorar a Dios en una fiesta de primavera. El faraón se niega a liberar a los israelitas de su trabajo para el festival, por lo que Dios maldice a los egipcios con diez terribles plagas, como un río de sangre, una plaga de ranas, y la espesa oscuridad. Moisés recibe la orden de Dios de fijar el primer mes de Aviv a la cabeza del calendario hebreo, y ordena a los israelitas que tomen un cordero el día 10 del mes, sacrifiquen el cordero el día 14, embadurnen su sangre en sus mezuzá y dinteles, y celebren la Pascua esa noche, durante la luna llena. La décima plaga llega esa noche, causando la muerte de todos los primogénitos egipcios, y provocando que el Faraón ordene una persecución final de los israelitas a través del Mar Rojo mientras escapan de Egipto. Dios asiste al éxodo israelita abriendo el mar y permitiendo que los israelitas lo atraviesen, antes de ahogar a las fuerzas del Faraón.
Como la vida en el desierto resulta ardua, los israelitas se quejan y añoran Egipto, pero Dios les proporciona milagrosamente maná para comer y agua para beber. Los israelitas llegan al monte de Dios, donde el suegro de Moisés, Jetro, visita a Moisés; por sugerencia suya, Moisés nombra jueces sobre Israel. Dios les pregunta si aceptan ser su pueblo. Ellos aceptan. El pueblo se reúne al pie de la montaña, y con truenos y relámpagos, fuego y nubes de humo, el sonido de las trompetas y el temblor de la montaña, Dios aparece en la cima, y el pueblo ve la nube y oye la voz (o posiblemente el sonido) de Dios. Dios le dice a Moisés que suba a la montaña. Dios pronuncia los Diez Mandamientos a la vista de todo Israel. Moisés sube a la montaña a la presencia de Dios, que pronuncia el Código de la Alianza de ley ritual y civil y les promete Canaán si obedecen. Moisés baja de la montaña y escribe las palabras de Dios, y el pueblo acepta cumplirlas. Dios llama a Moisés para que suba de nuevo a la montaña, donde permanece durante cuarenta días y cuarenta noches, al término de los cuales regresa portando el conjunto de tabletas de piedra.
Dios da a Moisés instrucciones para la construcción del tabernáculo para que Dios pueda habitar permanentemente entre su pueblo elegido, junto con instrucciones para la vestiduras sacerdotales, el altar y sus accesorios, los procedimientos para la ordenación de los sacerdotes y las ofrendas diarias de sacrificio. Aarón se convierte en el primer sacerdote hereditario. Dios entrega a Moisés las dos tablas de piedra que contienen las palabras de los diez mandamientos, escritas con el "dedo de Dios".
Mientras Moisés está con Dios, Aarón arroja un becerro de oro, que el pueblo adora. Dios informa a Moisés de su apostasía y amenaza con matarlos a todos, pero cede cuando Moisés suplica por ellos. Moisés baja de la montaña, rompe las tablas de piedra con rabia y ordena a los levitas que masacren a los israelitas infieles. Dios ordena a Moisés que construya dos nuevas tablas. Moisés asciende de nuevo a la montaña, donde Dios le dicta los Diez Mandamientos para que lo escriba en las tablas.
Moisés desciende de la montaña con una cara transformada; a partir de ese momento debe ocultar su rostro con un velo. Moisés reúne a los hebreos y les repite los mandamientos que ha recibido de Dios, que son guardar el sábado y construir el Tabernáculo. Los israelitas hacen lo que se les ordena. Desde ese momento Dios habita en el Tabernáculo y ordena los viajes de los hebreos.

## Temática
| Capítulo              | Temas                 |  |
| 1-2                   | Esclavitud            |  |
| 14                    | Persecución           |  |
| 8-9-10-11             | “Los juicios de Dios” |  |
| 4-                    | Fe                    |  |
| 6-16-17-23(v20)-33-34 | “Promesas de Dios”    |  |
| 12-20 a 25-35         | “Mandatos de Dios”    |  |
| 34(v27).              | “Comunión con Dios”   |  |
| 3(v5) y 36(v8)        | Lugar Santo           |  |

## Simbología
| Capítulo | Símbolo          |  |
| 1(v14).  | Barro            |  |
| 14       | Azul             |  |
| 9(v32).  | Trigo            |  |
| 30(v17)- | Bronce           |  |
| 12(v7).  | Sangre           |  |
| 16(v13). | Maná             |  |
| 34(v27). | Oro              |  |
| 25(v10). | Arca             |  |
| 26(v32). | Madera de Acacia |  |
| 36(v8).  | Tabernáculo      |  |
| 34(v1).  | Tablas de Piedra |  |

## Autoría

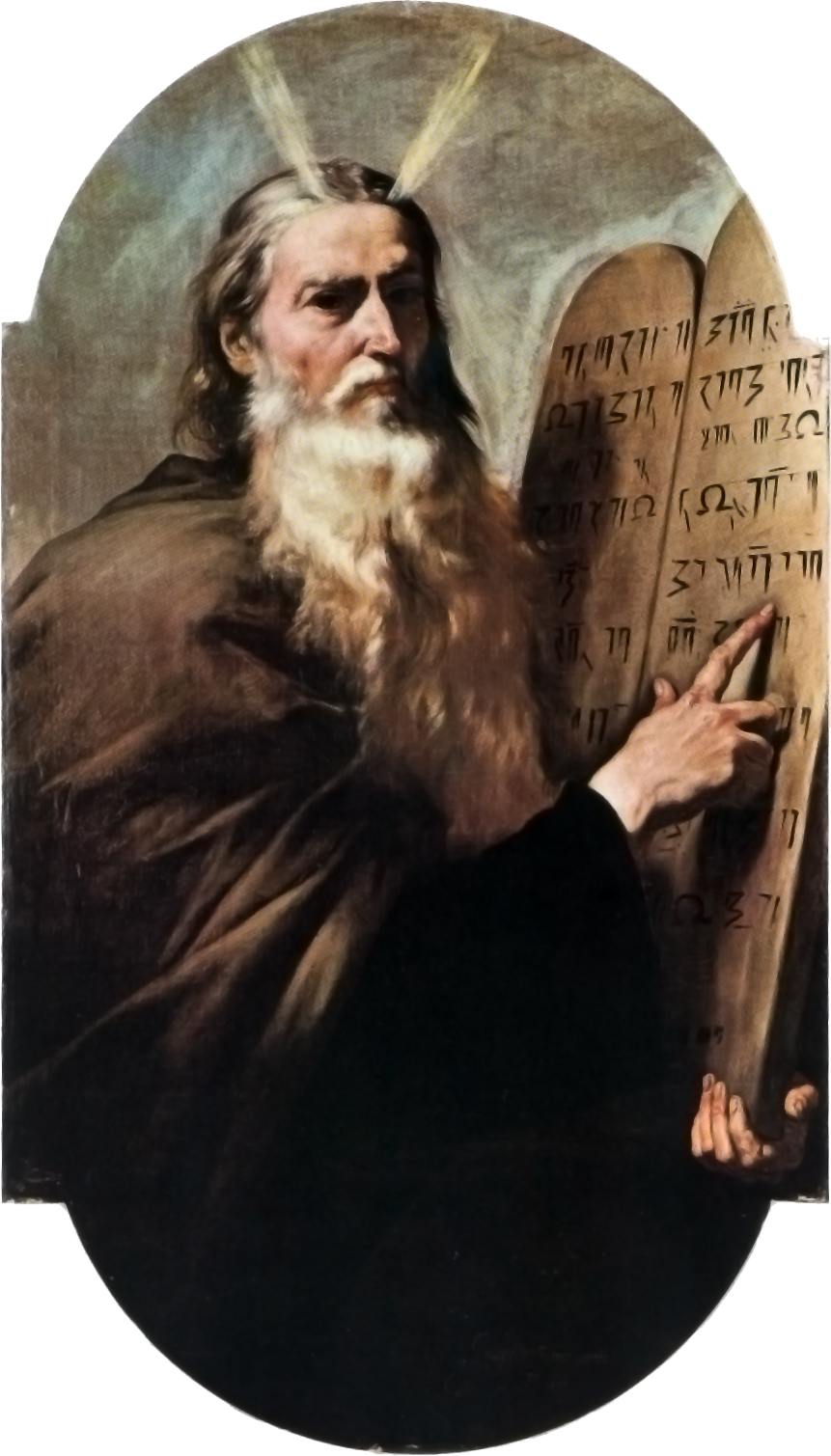
Moisés con las Tablas de la Ley, óleo barroco de José de Ribera, 1638. Museo Nazionale di San Martino, Nápoles.

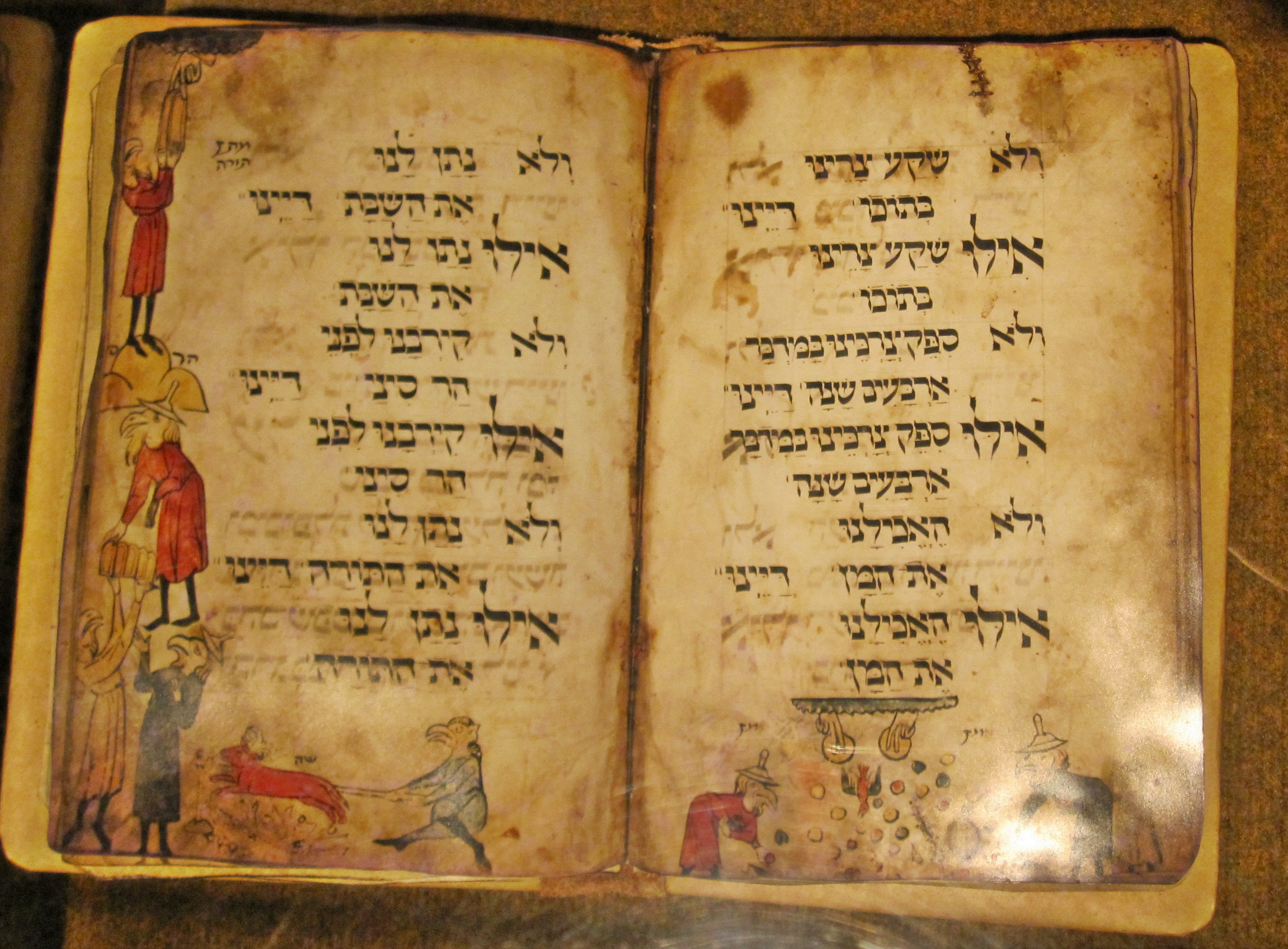
Arte asquenazí. Hagadá de los Pajaritos, Dayenú, manuscrito hebreo miniado, 1300. Museo de Israel, Jerusalén.

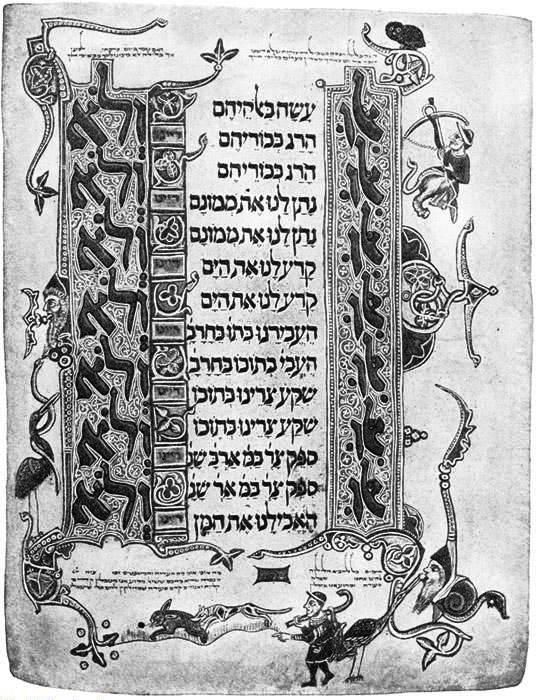
Arte sefardí. Hagadá Rylands, Dayenú, manuscrito hebreo miniado, Cataluña o Valencia, 1350. Versificación, "Ilu... ve lo... dayenú". Canción pascual que podría traducirse como "Si [tal cosa hubiese ocurrido] pero no [hubiera ocurrido tal otra], [aun así eso] nos habría bastado [para continuar creyendo siempre en Dios] (Mánchester, Biblioteca de la Universidad John Rylands, Ms. Hebreo 6, fol. 29v).

Autoría mosaica. Tradicionalmente, tanto judíos como cristianos atribuyen el libro del Éxodo, así como también todos los demás libros del Pentateuco, a Moisés.
Hipótesis documentaria. Según la así denominada hipótesis documentaria, los principales autores de este trabajo habrían sido los grupos de la tradición yavista, elohísta, sacerdotal y deuteronomista. 
La hipótesis documentaria estima que la poética Canción del mar y el Código del pacto (escrito en prosa) son trabajos originalmente independientes de autores pero de algún modo asociados a los grupos ya indicados.
En esta hipótesis, los elohístas son identificados como únicos responsables del episodio del becerro de oro, y la tradición sacerdotal es autora de las instrucciones para crear el tabernáculo, las vestimentas y objetos rituales, así como de la descripción de la creación de los mismos. Tres autores o equipos de escritores tradicionales son a su vez también autores de cada una de las partes del código de la ley, la tradición elohísta, del Pacto; la sacerdotal, del decálogo ético; y la yavista, del decálogo de rituales.
La hipótesis documentaria sostiene que las demás partes del libro del Éxodo emergieron a partir de versiones entremezcladas de la tradición yavista, elohísta y sacerdotal.
La reconstrucción de las historias en esas fuentes, aplicando esta hipótesis, tiende a identificar diferencias y variaciones entre segmentos narrativos diversos.

## Historicidad
El tradicional relato que presenta el libro del Éxodo es conocido por los judíos hasta hoy en términos de leyenda pascual, durante la celebración de la pascua judía se lee la Hagadá (הגדה "relato") de Pésaj. Para muchos es un hecho histórico que conmemoran.
Aun así, la posible historicidad del evento ha dado lugar a diferentes teorías especulativas. Una de ellas, por ejemplo, sostiene que los hebreos no habrían sido dejados en libertad sino que habrían sido expulsados de Egipto. Según esta teoría, el tema en cuestión se encontraría ligado a la expulsión de los hicsos, evento descrito en la literatura egipcia.
La situación se complica además debido a que la tradición hebrea ha sido inicialmente y durante varios siglos una tradición de corte oral, de la que por el momento sólo se conocen documentos escritos que datan del siglo VIII a. C.
Existe también la así denominada “hipótesis de los dos éxodos”. Ante la ausencia de pruebas arqueológicas sobre el éxodo de los israelitas, algunos investigadores suponen que la tradición hebrea podría estar basada en fragmentos o restos de hechos reales y plantean la posibilidad de que haya ocurrido más de una expulsión de grupos semíticos desde Egipto en dirección a Canaán.
Hay quienes a su vez suponen que el éxodo pudo haber tenido lugar en tiempos de Amenhotep IV, a quien se conoce también como “Akenatón”. Entre ellos se destaca Sigmund Freud, quien expresa tal convicción en su obra Moisés y el monoteísmo (1934-1939). Freud sostiene que la conexión monoteísta entre Akenatón y Moisés es sugerente y bien podría constituir una solución para el enigma que emana del libro del Éxodo.
Existen por otra parte otras tantas hipótesis acerca del tema, algunas contemplan olas migratorias que pudieron haber dado lugar no solo a uno sino a varios éxodos. Sea como fuere, la “hipótesis de los dos éxodos” acaso responda mejor que otras a lo ocurrido en términos históricos al sugerir diferentes restos recogidos por la tradición oral hebrea que, con el paso del tiempo, fueron entremezclándose y por último se fusionaron, dando lugar a la narración del libro del Éxodo.

### Éxodo como leyenda literaria
En La Biblia desenterrada, Israel Finkelstein y Neil Asher Silberman plantean la inexistencia del éxodo hebreo.
En 2006, Finkelstein afirmó, «El éxodo no existió», sosteniendo que bajo la lupa de las indagaciones arqueológicas no hay prueba ninguna del éxodo; que décadas de búsquedas en Kadesh (Barnea) no arrojaron ningún resultado absoluto, a lo que se suma la completa inexistencia de evidencias egipcias —quienes, según él, eran fabricadas por “excelentes cronistas”—, y sobre todo —sostiene Finkelstein— porque la arqueología contradice sistemáticamente a la Biblia en este tema, hay evidencias de que en Canaán, (la Tierra Prometida), existían ya asentamientos protoisraelíes desde mucho antes que las posible fechas del Éxodo desde Egipto. En otras palabras, Finkelstein propone que no existió ninguna conquista comandada por el guerrero israelita Josué, sino que Canaán fue invadido pacíficamente varios siglos antes de Josué por parte de nómadas extranjeros protohebreos cuando el declive de las ciudades-estado cananeas.

### Éxodo como hecho histórico
Se han planteado diferentes puntos de vista respecto a la historicidad del Éxodo considerándose la falta de registros, evidencia arqueológica y otros tantos factores. Se originaron también distintas críticas y teorías especulativas que difieren del relato bíblico original.
Una de las teorías que se plantearon tenía que ver con la tremenda presencia militar egipcia que seguía la ruta costera del Mediterráneo hasta Canaán. Esta teoría quedó descartada debido a que no guardaba concordancia a lo relatado en la Biblia, ya que en el texto se indica que los hebreos no siguieron la ruta del Mediterráneo, no fuera que se echaran atrás cuando vieran el ejército (Éxodo 13,17-18).
Otra crítica que se suele hacer es la falta de registros egipcios sobre el hecho, aunque es posible que los egipcios hayan tenido un documento escrito sobre ello; el egiptólogo británico Kenneth Kitchen manifestó ante este hecho que los enormes archivos de papiro que estuvieron almacenados en el antiguo Egipto se encuentran desaparecidos:

En el fango del delta del Nilo, embebido de agua, no hay papiro que sobreviva (mencione o no a los hebreos fugitivos)... En otras palabras, dado que los archivos oficiales del s. XIII a.C. procedentes de ciudades situadas en la parte este del delta del Nilo se han perdido al cien por ciento, no podemos esperar que contengan menciones de los hebreos o de cualquier otro pueblo.
Kenneth Kitchen, On the Reliability of the Old Testament

## Datación

### Datos aportados por el relato bíblico
Según el libro bíblico del Génesis la familia del patriarca Jacob salió desde el valle de Beerseba en Canaán (Gen 46,5) y bajo el amparo de José, hijo del patriarca hebreo Jacob y primer ministro en Egipto, los hebreos se establecieron en el valle de Gosén, en la región llamada Ramesés (Gen 47,6), y allí se multiplicaron. José murió a la edad de ciento diez años (Gén,50,26), la esclavitud de los hebreos en el Antiguo Egipto comenzó tiempo después, más en un período aún indeterminado.
La ciudad egipcia de la cual salen los israelitas en el Éxodo también es llamada Ramesés, y según la tradición bíblica, se trató de unos 600.000 varones (sin contar a las mujeres, niños y ancianos, ni tampoco a las personas no hebreas que los acompañaron). Ramesés podría ser la actual Qantir en el Bajo Egipto, en la tierra de Gosén, donde vino a morar la familia de Jacob bajo el amparo de José y donde se multiplicaron los hebreos en aquellos tiempos (Gén, 47,1). Desde Sucot, los hebreos y quienes les acompañaban salieron a Etam, a la entrada del desierto (Éxodo, 13,20) y fueron a acampar a Pi-hahirot, "entre Migdol y el Mar de cañas (Yam Zuf, Mar Rojo) hacía Baal-Zefón".
En Génesis 15,13 aparece un relato en el que Dios le indica a Abraham que su descendencia morará en tierra ajena, y que una nación extranjera les afligiría, esto por un período de 400 años. Según la redacción de este pasaje tales 400 años pueden referirse tanto a la experiencia de ser forasteros como al período de esclavitud que empezó mucho después de la muerte de José en Egipto. En Éxodo 12,40 se indica que se cumplieron 430 años exactos de la "morada de los hijos de Israel en Egipto" el mismo día en que se liberó al pueblo hebreo mediante Moisés.
En Gálatas 3,17 el autor de la epístola señala que la Ley llegó a existir 430 años después de que Dios hiciera un pacto con Abraham y su descendencia, lo que parece dar a entender un punto de vista en que los 430 años incluyen la morada de Abraham en Canan. Esta opinión existía en el siglo I d. C. , la Septuaginta tradujo este pasaje, “Pero la morada de los hijos de Israel que ellos (el códice Alejandrino, s. V d.C, añade "y sus padres moraron") en la tierra de Egipto y en la tierra de Canaán fue de cuatrocientos treinta años de duración”. El pentateuco samaritano también dice, “en la tierra de Canaán y en la tierra de Egipto”. De igual manera, Josefo escribió en Antigüedades judías, Libro II, capítulo 15, párr. 2, “Salieron de Egipto en el mes de xánticus (el mes macedonio que Josefo equiparó al mes de Nisán),... cuatrocientos treinta años después de la llegada de nuestro antepasado Abram a Canaán”. (Obras completas de Flavio Josefo, por L. Farré, 1961, tomo 1, p. 168.) Así, según esta opinión presente en el siglo I los 430 años se cuentan desde el tiempo en que Abrahán cruzó el Éufrates camino de Canaán hasta el tiempo en que los israelitas salieron de Egipto. 
Posteriormente en la Biblia se explica que el Templo de Salomón se construyó alrededor de 480 años después de la salida de Egipto (1Reyes 6:1).

### Hipótesis basadas en la historia egipcia
La datación de la composición cronológica del libro del Éxodo es dificultosa y, para alcanzar una certeza razonable, es necesario relacionar los eventos en él narrados con la historia del Antiguo Egipto.
Ha habido muchos intentos por ajustar las fechas de los eventos acontecidos en este libro para precisarlos de acuerdo al calendario gregoriano. Estas tentativas raramente toman en cuenta las siguientes consideraciones,
- las intrincadas relaciones cronológicas correspondientes para con el calendario hebreo, que es luni-solar y posee sus propios criterios, que de hecho no son ni necesariamente coincidentes ni fácilmente adaptables a aquellos solares que rigen tanto al egipcio como al gregoriano;
- el nombre o identidad del faraón de esa época, dado que en el Libro del Éxodo se lo denomina meramente "faraón";
- las fechas de descripciones no bíblicas de los diferentes pueblos semitas que pudieron haber abandonado Egipto;
- o la fecha que los arqueólogos e historiadores establecen para la destrucción de Jericó.

Pero, en general, se tiende a suponer que una correcta identificación del Faraón mencionado en el Éxodo sería la clave para establecer la cronología apropiada para el Éxodo. Algunos, sin embargo, cuestionan las evidencias arqueológicas que sostienen la fecha del Éxodo y la fecha de la conquista de Canaán, pero los asentamientos conocidos más antiguos de israelitas no aparecen hasta el 1230 a. C..
Aun así han sido propuestos varios faraones y dinastías para el Éxodo, cubriendo tales posibilidades hasta dos siglos de diferencia,
- Amosis I (1550-1525 a. C.), que cae en el siglo XVI a. C. y tiene el soporte de los semíticos en tiempos de los hicsos coincidiendo con el período de la expulsión de los Hicsos, aunque esto contradice algunos aspectos clave narrados en la Biblia. Este vínculo entre los israelitas y los Hicsos ya fue propuesto por Flavio Josefo en el siglo I d. C.
- Tutmosis I (muerto sin descendencia masculina el año 1492 a. C.), Tutmosis III o Amenhotep II de la Dinastía XVIII ― siglo XV a. C. También se ha considerado ese siglo por parte de autores como Hans Goedicke, egiptólogo de la Universidad Johns Hopkins, que cree que las plagas de Egipto pudieron haber coincidido con la erupción de la isla de Tera (Santorini) en 1477 a. C.
- Ramsés II o Merenptah de la Dinastía XIX ―1279-1213 a. C.―. Hay quienes creen que esta hipótesis concuerda con los recientes descubrimientos arqueológicos en Tell el-Daba y Jericó. Esta hipótesis se sustenta principalmente en el nombre de la ciudad de almacenamiento que los israelitas fueron obligados a construir, una de las cuales se denominó Ramsés, y junto a Pitom son ubicables en los tiempos de Ramsés II. La ciudad o localidad en que vivían los israelitas en el delta del Nilo es llamada también Ramesés, (Éxodo 12,37, “Partieron los hijos de Israel de Ramesés a Sucot, como seiscientos mil hombres de a pie, sin contar los niños...” Números 33,3, “De Ramesés salieron en el mes primero, a los 15 días del mes primero...” Números 33,5, “Salieron pues, los hijos de Israel de Ramesés y acamparon en Sucot”.

Si se acepta esta última hipótesis, el faraón opresor inicial habría sido Horemreb o Seti I. El gobierno de este último tuvo lugar entre 1294 y 1279 a. C., y el Éxodo se habría desarrollado durante el reinado de Ramsés II (quien gobernó Egipto entre 1279 y 1213 a. C), considerándose en términos de investigación el año 1250 a. C.También, históricamente se ha sugerido que otros topónimos egipcios presentes en el texto bíblico, además de Pi-Ramsés, respalda una datación del Éxodo en el siglo XIII a. C. en lugar de una fecha mucho más temprana.

### Cálculo de la fecha del comienzo del Éxodo
La Biblia no menciona por su nombre al faraón del Éxodo, ni da fecha exacta al Éxodo. En 1Reyes 6:1 se lee que el rey Salomón comenzó a construir el templo de Jerusalén en el cuarto año de su reinado, «480 años después que los hijos de Israel salieron de Egipto». La caída de Jerusalén ante el rey babilonio Nabucodonosor II sucedió aproximadamente en el año 586 a. C. El período de los reyes de Israel y Judá es difícil de determinar, pero a partir del relato paralelo del Primero y el Segundo libro de los reyes transcurren aparentemente 390 años hasta la muerte del rey Salomón; y otros 37 años adicionales abarcados por el gobierno de Salomón (incluyendo el cuarto año de su gobierno), daría la fecha de 1013 a. C. para la edificación del primer Templo de Jerusalén, de lo que puede deducirse que 480 años antes implicaría que la fecha del Éxodo habría sido en año 1493 a. C. (o 1513 a. C., si se data la caída de Jerusalén en el año 607 a. C., tomando al pie de la letra la duración de 70 años del exilio en Babilonia y la desolación del país mencionados en 2 Crónicas 36,21; Jeremías 25,11; 29,10; Zacarías 7,5 y Daniel 9,2).
Sin embargo, considerando la complicada cronología de los reyes de Judá e Israel, Enciclopedia judaica castellana expresa que,

Para la fijación absoluta de las fechas se dispone del eclipse solar del epónimo Isid-Seti-Igbi, ocurrido el 13 de junio del 809 a.C., o sea 91 años después de la batalla de Cancor, en vida de Ajab, y 78 años después del envío, por Yehu, de tributos a Salmanasar III de Nínive. Las tablillas epónimas y la crónica babilonia sitúan la caída de Samaria en enero del 721 a.C. Los dos eclipses del año 7 de Cambises (523-522 a.C.) establecen la fecha del advenimiento de Nabucodonosor en mayo o junio del 605 a.C., y la de la liberación de Joaquín por Evilmerodac, hijo de aquel, en el 25 o 27 de adar, o sea el domingo 29 de febrero o el martes 2 de marzo del 561 a.C..

De ello resulta que el cuarto año del reinado de Salomón debería haber sido el año 967 a. C. Por lo tanto, la fecha de Éxodo fue el 1447 a. C. (967 + 480), cuando gobernaba Tutmosis III o Amenofis II, si bien por el momento se desconoce cualquier tipo de documento o resto arqueológico que confirme tal acontecimiento.
Desde el plano de la creencia, el judaísmo ortodoxo, por su parte, ubica el inicio del Éxodo del pueblo de Israel el 15 de Nisán de 2448, fecha que se corresponde en el calendario gregoriano con el año 1313 a. C.
También, se ha sugerido históricamente que los 480 años desde el éxodo hasta la construcción del templo de Salomón son numerología bíblica. Y Dado que la Biblia indica que los hebreos partieron de la ciudad llamada Ramesés hacia Sucot, ciudades que son datadas en el siglo XIII a. C.., durante el período en que Ramsés II gobernaba Egipto, en el campo de la investigación se considera el año 1250 a.C. H.W.F. Saggs observa en sus escritos académicos que,

La mención de la ciudad de Ramesés en Éxodo 1:11 en tanto que localidad de almacenaje, construida en parte por los esclavos israelitas, ofrece de hecho un indicio cronológico, dado que [hoy] es sabido que Ramsés II construyó una ciudad, Per-Ramsés [i.e., Pi-Ramsés], la cual se corresponde con el nombre proporcionado por la Biblia. Ello tiende a posicionar la esclavitud [de los hebreos] en Egipto y su salida de ese país en el siglo XIII a.C.

## Ruta emprendida, según el relato bíblico
En el relato bíblico se expone que, después de atravesar el Mar Rojo, los hebreos se adentraron en el desierto de Shur o Etam, y tres días después llegaron a Mara. En este lugar, la unidad del pueblo hebreo empezó a resentirse y hubo quienes murmuraron y, a pesar de los hechos que habían visto de Dios, se opusieron a Moisés (Éxodo, 15,24).
Desde Mara se trasladaron a Elim, un oasis de doce fuentes de agua, desde este lugar se adentraron el desierto de Sin en dirección al monte Sinaí orillando el mar Rojo; ya habían transcurrido dos meses desde la partida de Egipto. Aquí se verifica el evento del maná proporcionado por Dios.
Ya en el desierto de Sin, la congregación se trasladó desde locaciones como Dofca y Alús. En Refidim ―cerca del monte Horeb, en el desierto de Parán, un lugar sin agua― combatieron por primera vez como pueblo contra los amalequitas, venciéndoles (Éxodo, 17,13). En este lugar, Moisés golpeó una roca con su vara e hizo brotar agua potable.
Desde Refidim, el pueblo hebreo entró al desierto del Sinaí y acamparon en las postrimerías del
monte Sinaí o del monte Horeb a los 90 días de haber salido de Egipto. En este lugar, Moisés pudo ver a Yahvé, quien le entregó los Diez Mandamientos. Además constituyó el sacerdocio de Aarón (o sacerdocio levítico), las primeras leyes civiles y religiosas en el pueblo judío, adicionalmente se construyó el primer Tabernáculo, el Arca de la Alianza. (Éxodo, 25,10). En este lugar permanecieron dos años y dos meses. Al salir del Sinaí, el pueblo de Israel estaba regido en todo aspecto legal, civil, moral y religioso (Éxodo, 10,11).
Desde el Sinaí partieron al desierto de Parán y habitaron en Kibrot-hataava (Éxodo, 11,35) para trasladarse a Hazerot, en pleno desierto. Desde este lugar, Moisés asignó a doce espías para que reconocieran la tierra de Canaán (Éxodo, 13) desde el monte Neguev (en el desierto del mismo nombre). Mientras tanto, la congregación avanzó a Ritma y de allí a Rimón-Peres.
La tierra de Canaán reconocida estaba habitada por jebuseos, anacitas, amalequitas, amorreos y cananeos.
La información conseguida en cuarenta días, fue mal recibida por la congregación, dado que diez de los doce espías incitaron a murmuraciones en contra de sus líderes, lo que provocó una funesta rebelión en el pueblo en contra de Yahvé debido a que pensaban que Dios los estaba llevando a la muerte ante gente aparentemente más poderosa que los mismos israelitas (Números 14) y muchos pugnaron por volver a Egipto.
Yahvé maldijo a los diez espías, quienes fallecieron de plaga (Números, 14,36) y además condenó al pueblo de Israel a perderse durante cuarenta años en el desierto del Neguev. Solo Caleb y Josué fueron autorizados a salir del desierto y adentrarse en Canaán (Números 14,30). Israel intenta rebelarse ante la condena en el desierto pero son derrotados por los amorreos liderados por el rey de Edom y los obligan a permanecer entre Cades, el desierto de Moab y el Neguev y allí permanecen casi 40 años. Aarón fallece en el monte Hor (Números, 20,22-29).
Cuando se cumplieron los 40 años, y hubo fallecido toda la generación adulta, la generación siguiente pudo por fin entrar a Canaán teniendo como líder a Josué (Deuteronomio, 2,14 -24). Yahvé no autorizó a Moisés a entrar a Canaán y solo le permitió observar la tierra de la herencia desde el monte Pisga o Nebo (Deuteronomio, 3,27 y Deuteronomio, 32, 48-52) para fallecer en este mismo lugar y ser enterrado en Moab.

## Sentido religioso

### Judaísmo
La salida de Egipto y la revelación del monte Sinaí son dos hechos fundacionales en la historia del pueblo Israel. Significativamente, ambos son narrados en el libro bíblico del Éxodo. Según el judaísmo, el milagro de la liberación del pueblo hebreo demuestra y confirma al pueblo de Israel como el pueblo elegido por Yahveh y dicha liberación es a su vez determinante en el establecimiento de la liturgia yahvista.

### Cristianismo
Para los cristianos, la celebración de la primera Pascua prepara el camino para la resurrección cristiana. La formación del Pueblo de Dios es el antecedente de la Iglesia como asamblea y reunión de fieles a través de la liturgia.
El Nuevo Testamento reinterpreta muchos de los acontecimientos del Éxodo, Pablo de Tarso insiste en esto de manera especial (1.ª Corintios, 10,2-4), y luego compara el pasaje del mar Rojo con el bautismo y la cena del Señor (1.ª corintios, 79,8).
En el cena del Señor se compara al mesías Jesucristo con Moisés, y Cristo opone el maná al “pan de la vida”. En más de una ocasión se ha hecho notar el paralelismo de la estructura del Éxodo con este evangelio, especialmente en los primeros capítulos.
Por último, en la Epístola a los hebreos se concibe la muerte como el éxodo de la vida hacia la Tierra Prometida del Cielo, el sacerdocio cristiano como el hebreo, el sacrificio de Cristo como el del Sinaí y la antigua alianza como la nueva, es sacramentada con la sangre de Jesús.

## El libro del Éxodo en el imaginario colectivo

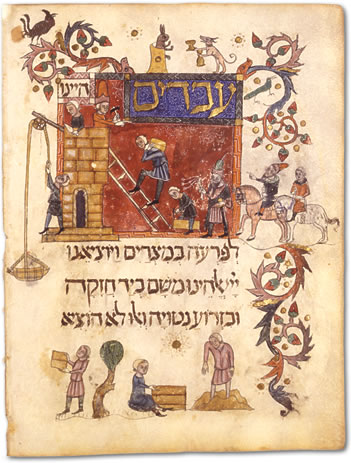
Hebreos en esclavitud en Egipto. Hagadá Barcelona, arte sefardí, 1350, fol. 30v. Inscripción en hebreo: "Esclavos fuimos de Faraón en Egipto."
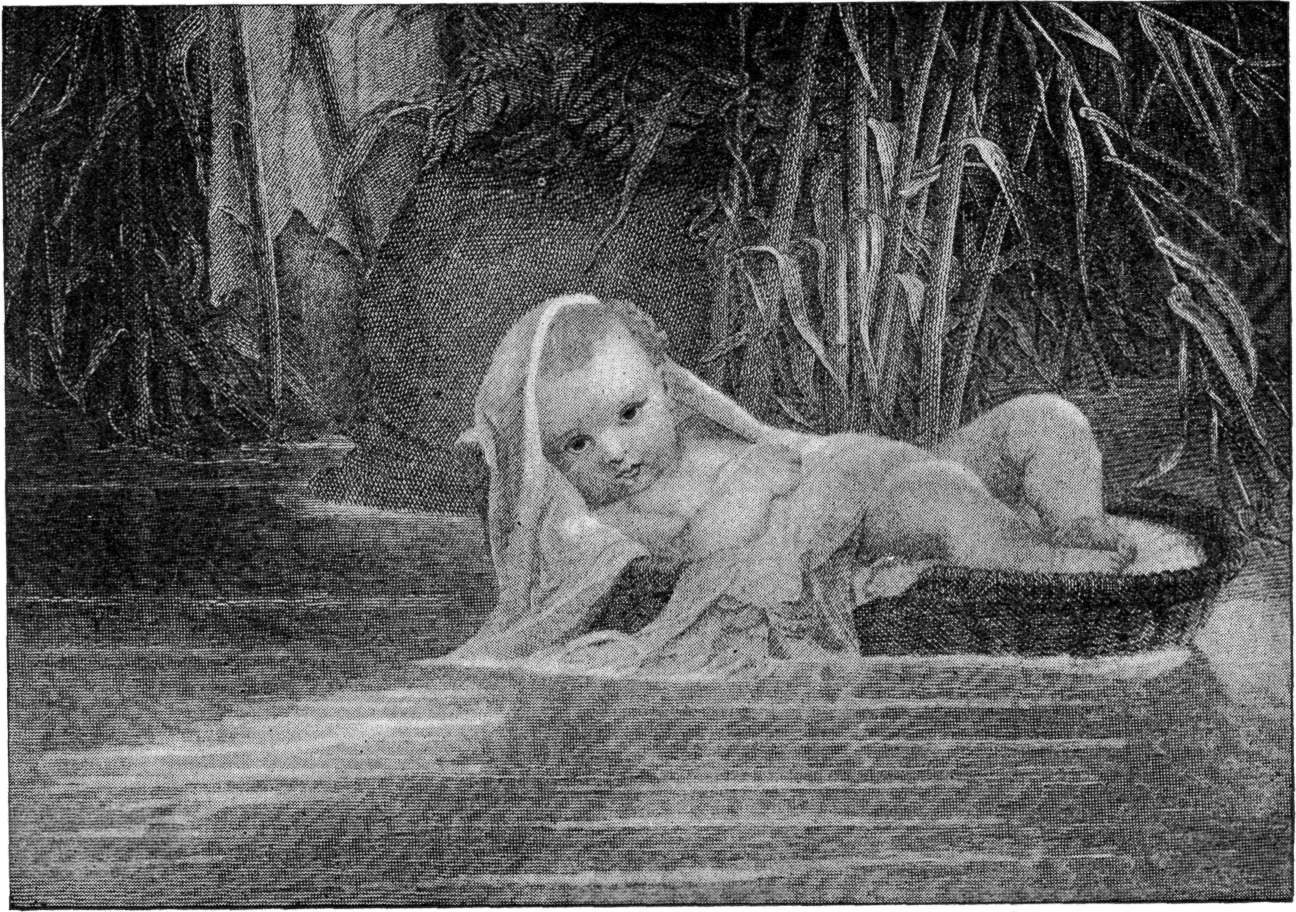
Moisés flotando sobre las aguas del Nilo. Ilustración de 1897
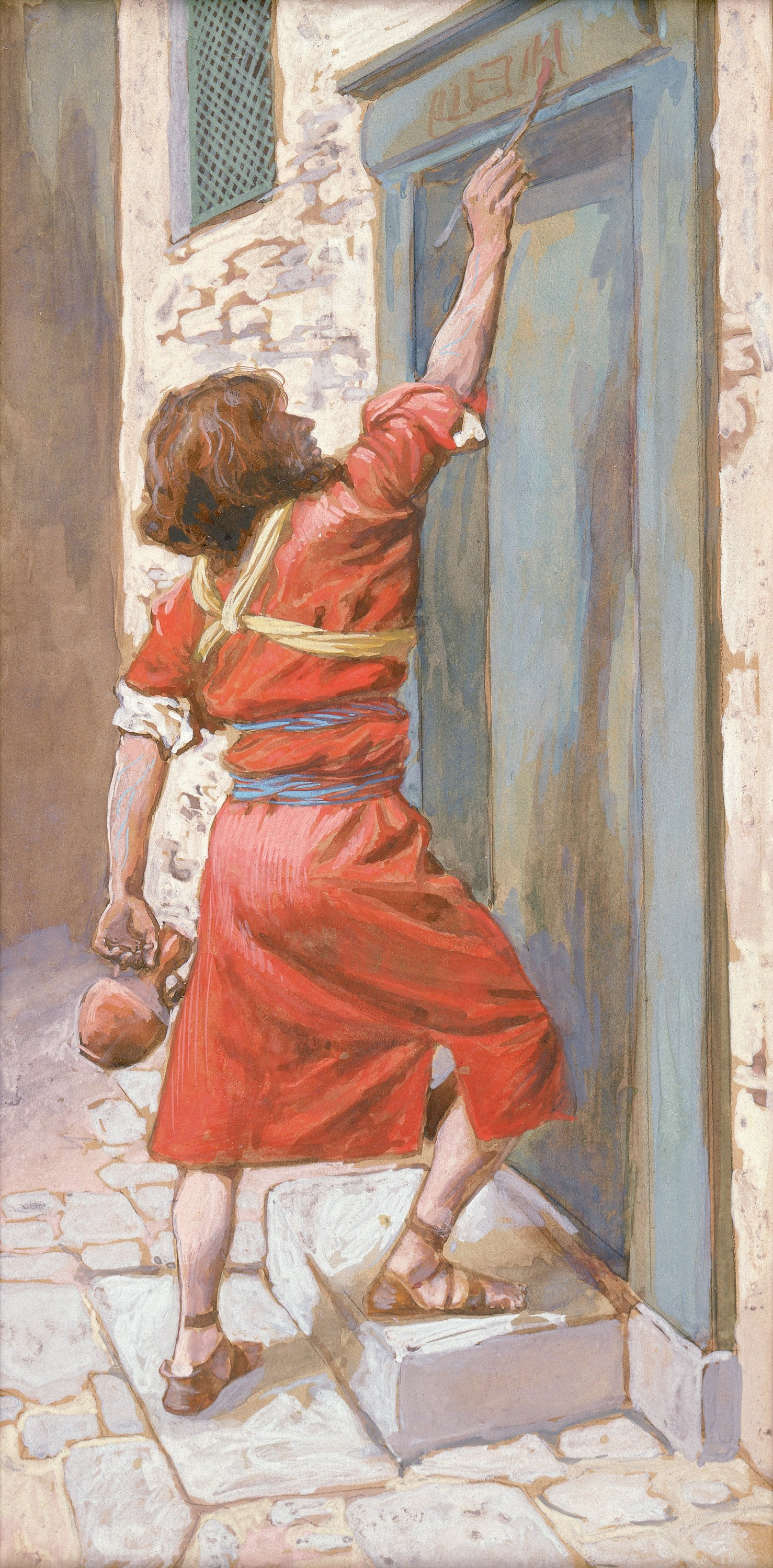
Signos sobre puertas de viviendas hebreas. Gouache de James Tissot, c. 1896-1902. Jewish Museum, Nueva York
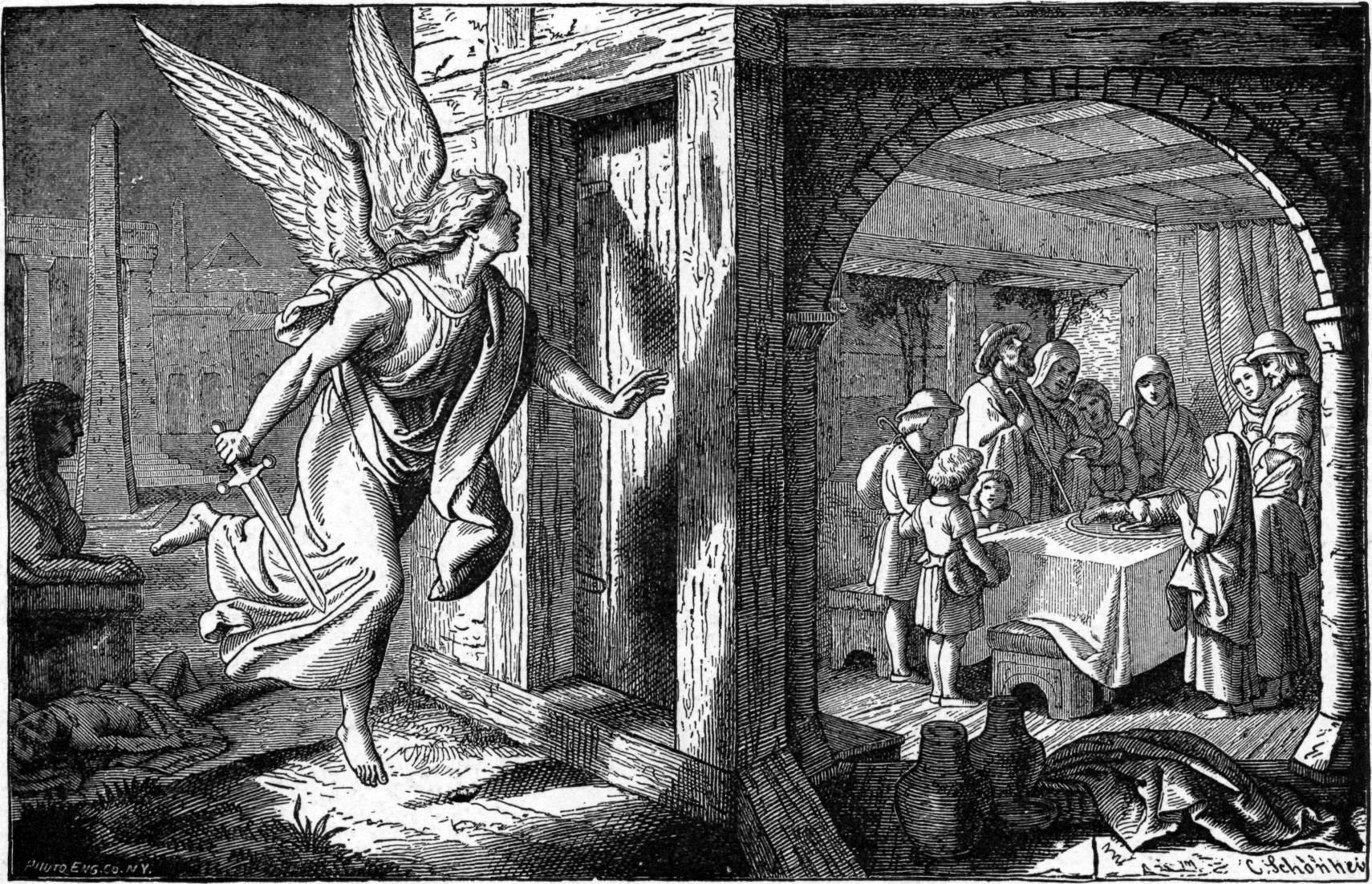
El paso del ángel de la muerte, con los hebreos celebrando Pésaj, la Pascua judía. Grabado, 1897
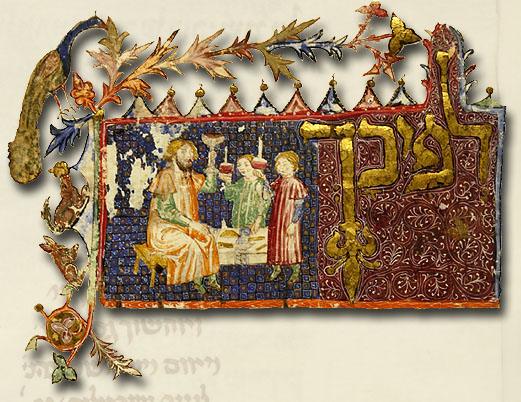
Pésaj. Hagadá Kauffmann, siglo XIV
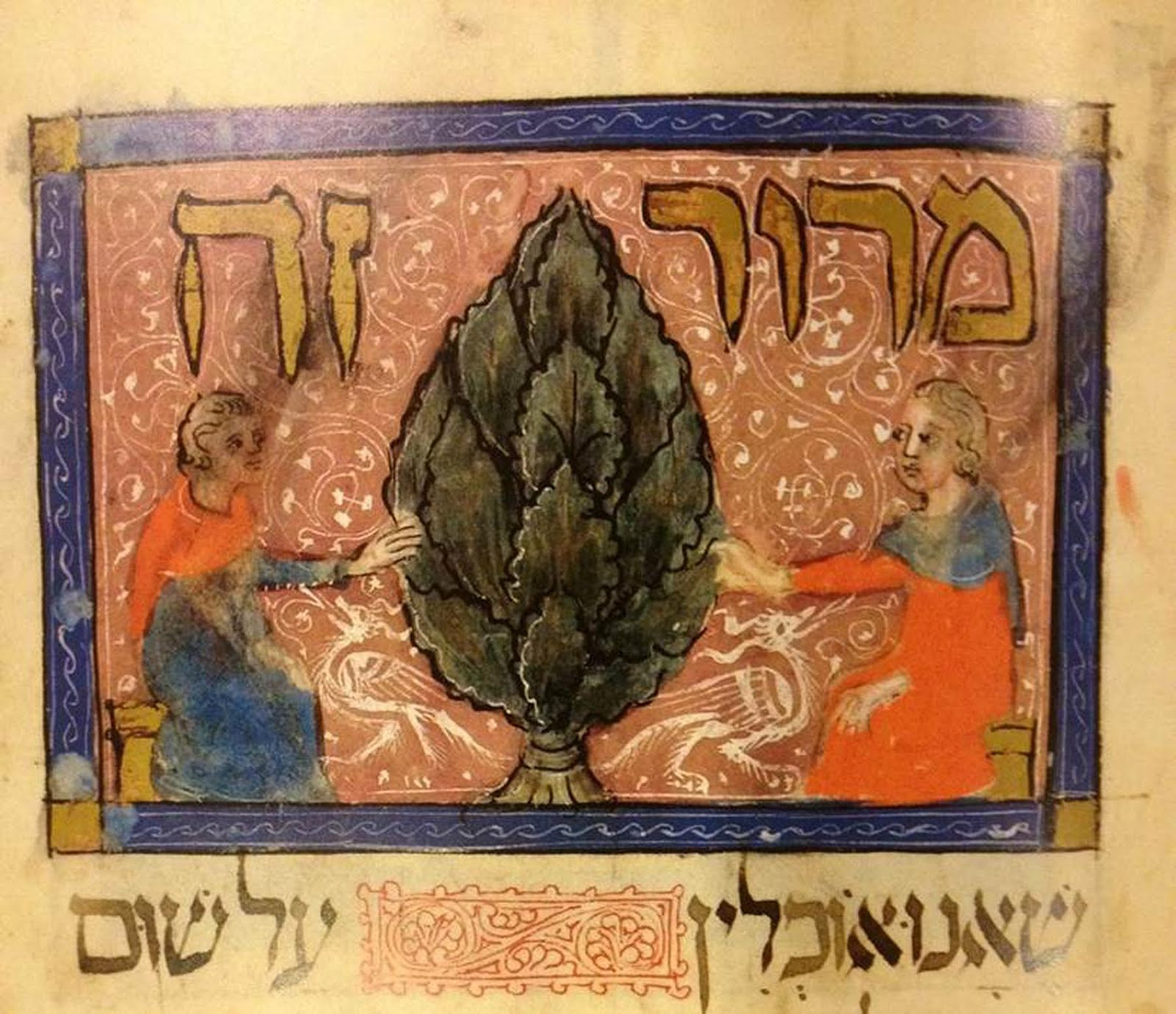
Los hebreos comen hierba amarga. Hagadá de Sarajevo, siglo XIV
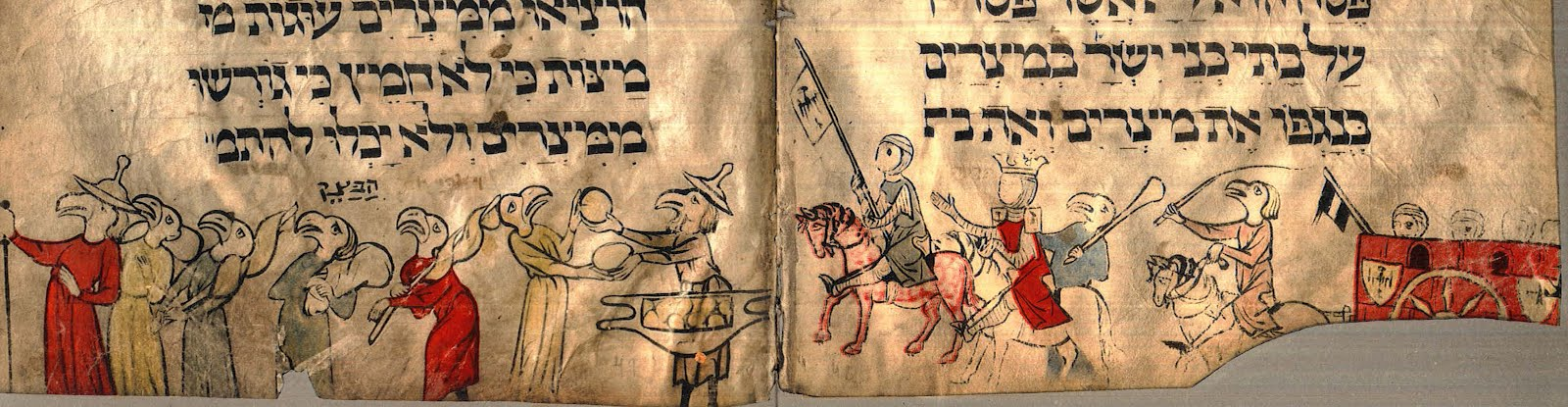
El Éxodo. Hagadá de los Pajaritos, arte asquenazí, c. 1300. Museo de Israel, Jerusalén
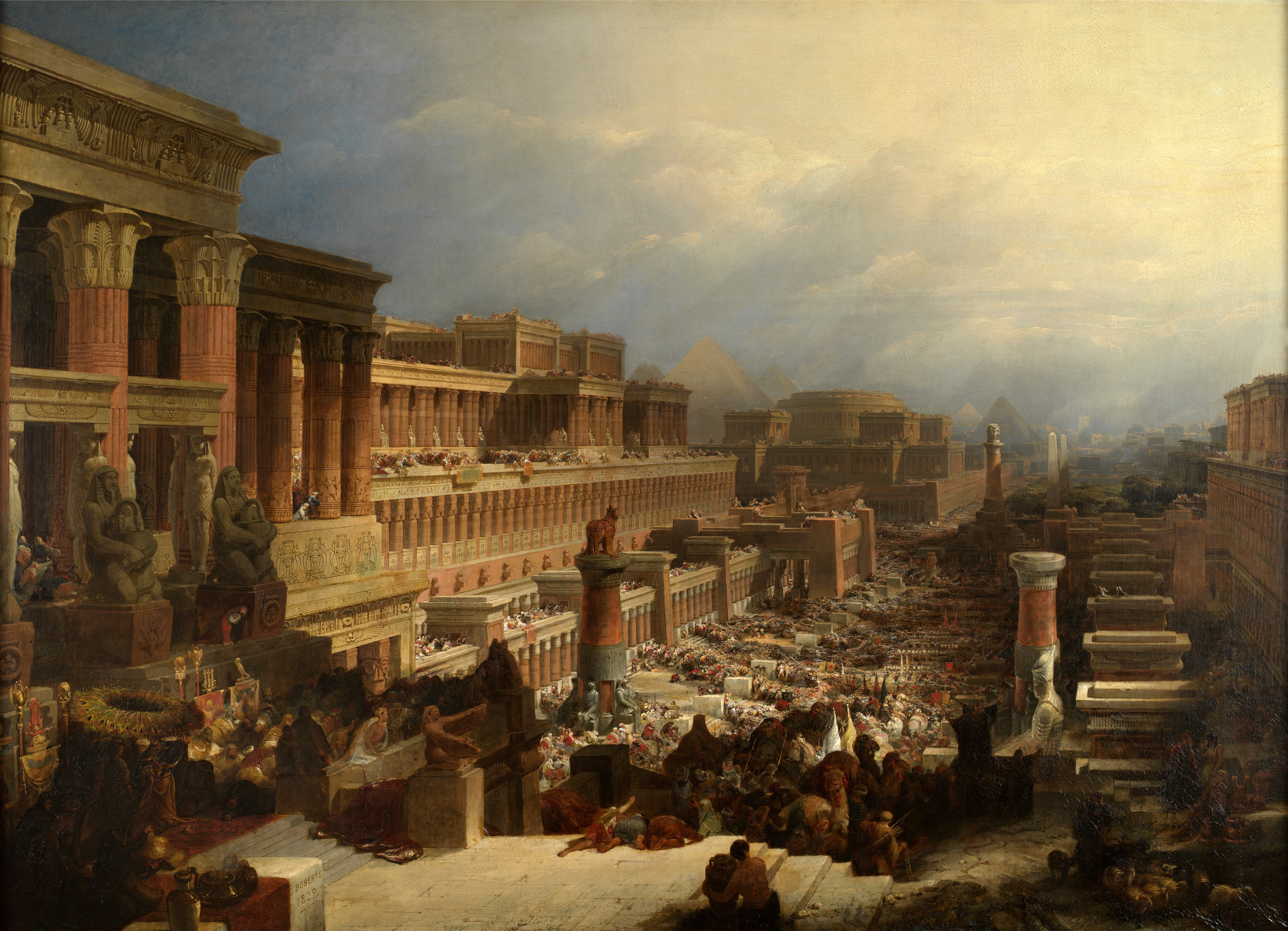
Éxodo hebreo. David Roberts, Los israelitas yéndose de Egipto, óleo sobre lienzo, 1828
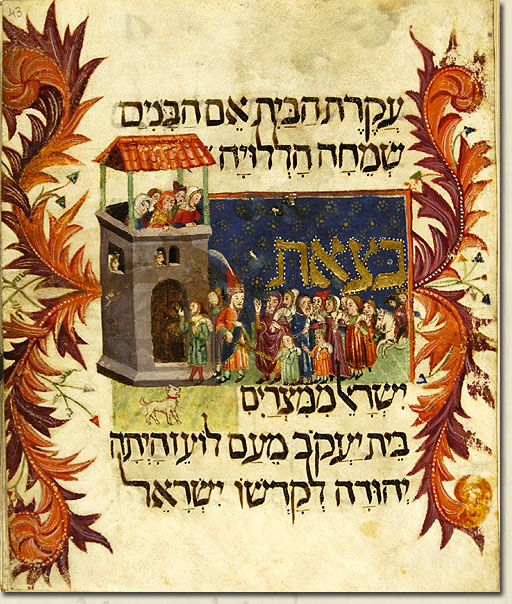
Los hebreos pasan ante un asentamiento egipcio (con las puertas cerradas), posiblemente Baal Tzafón. Hagadá Kauffmann, siglo XIV
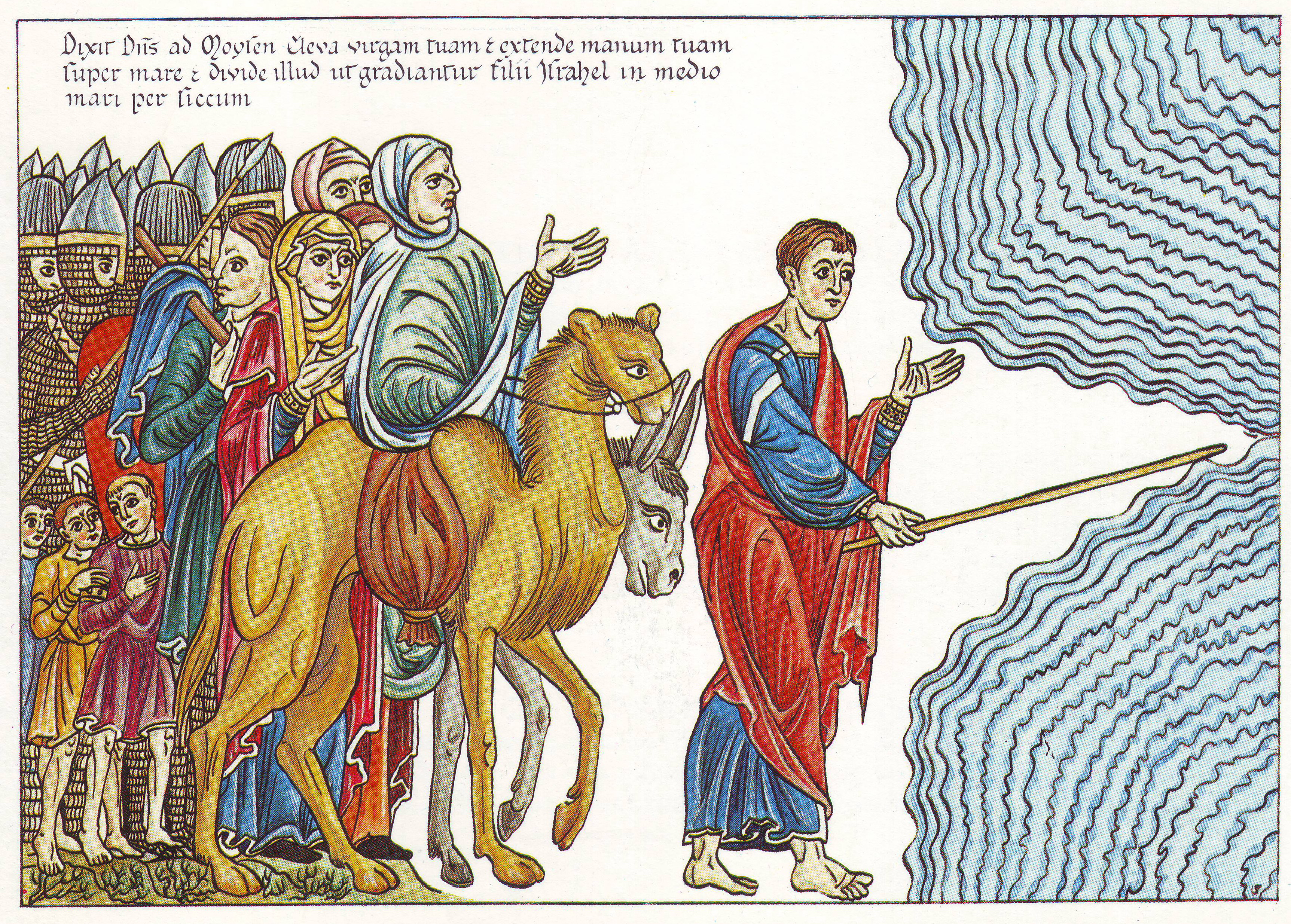
Moisés abre las aguas del mar Rojo, Hortus Deliciarum, c. 1118
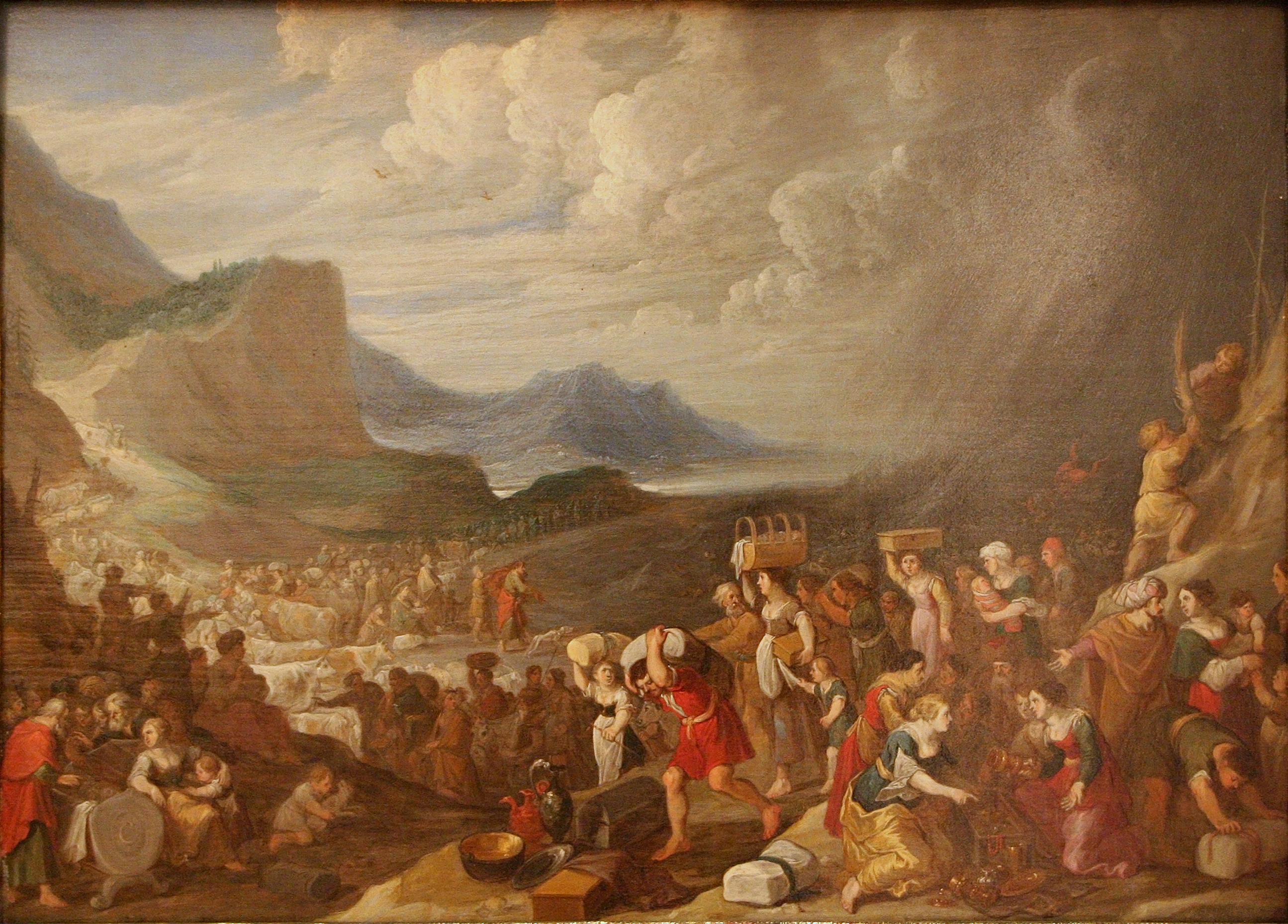
El cruce del mar Rojo. Óleo por Hans Jordaens III.
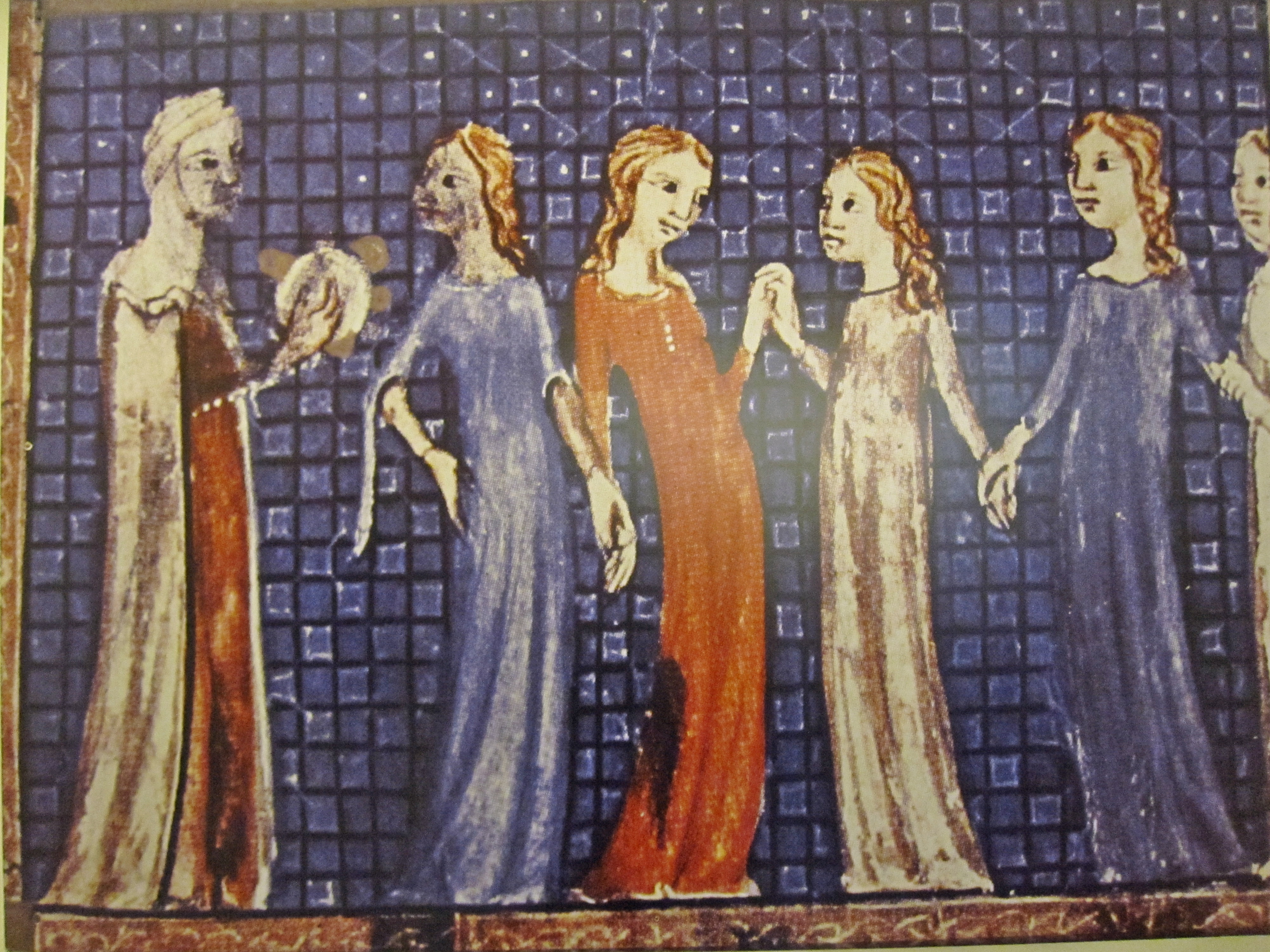
Miriam y las hebreas festejan haber cruzado el mar Rojo. Hagadá de Sarajevo, Barcelona, siglo XIV
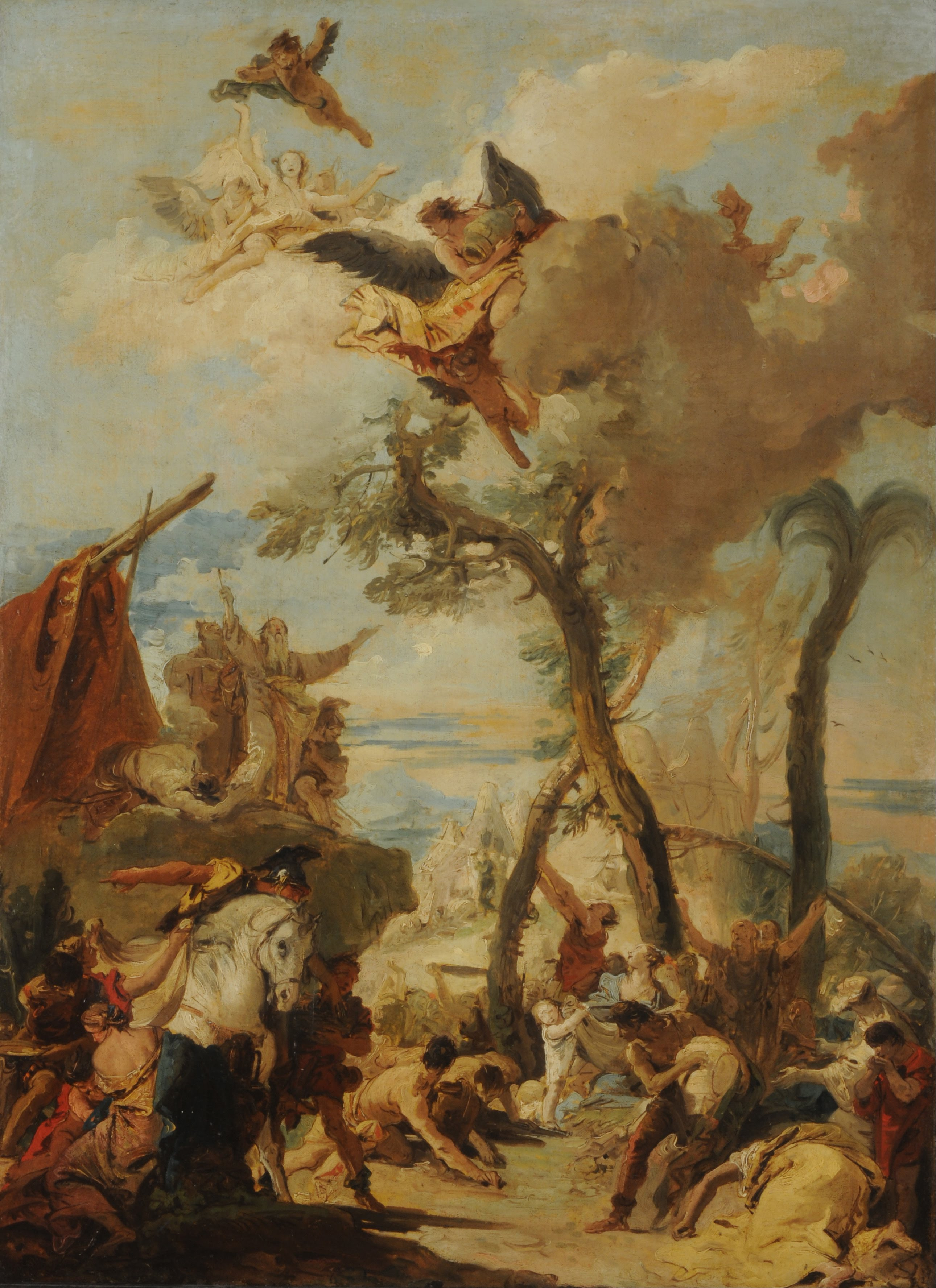
Los hebreos recogiendo el maná en el desierto. Boceto de Tiépolo, 1740.
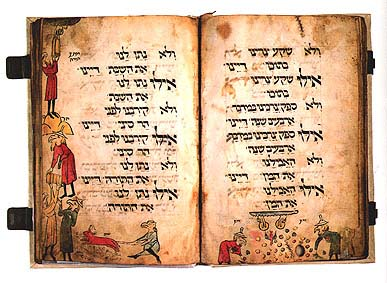
Los hebreos recolectan el maná y reciben la Ley. Hagadá de los Pajaritos: Dayenú, arte asquenazí, c. 1300. Museo de Israel, Jerusalén
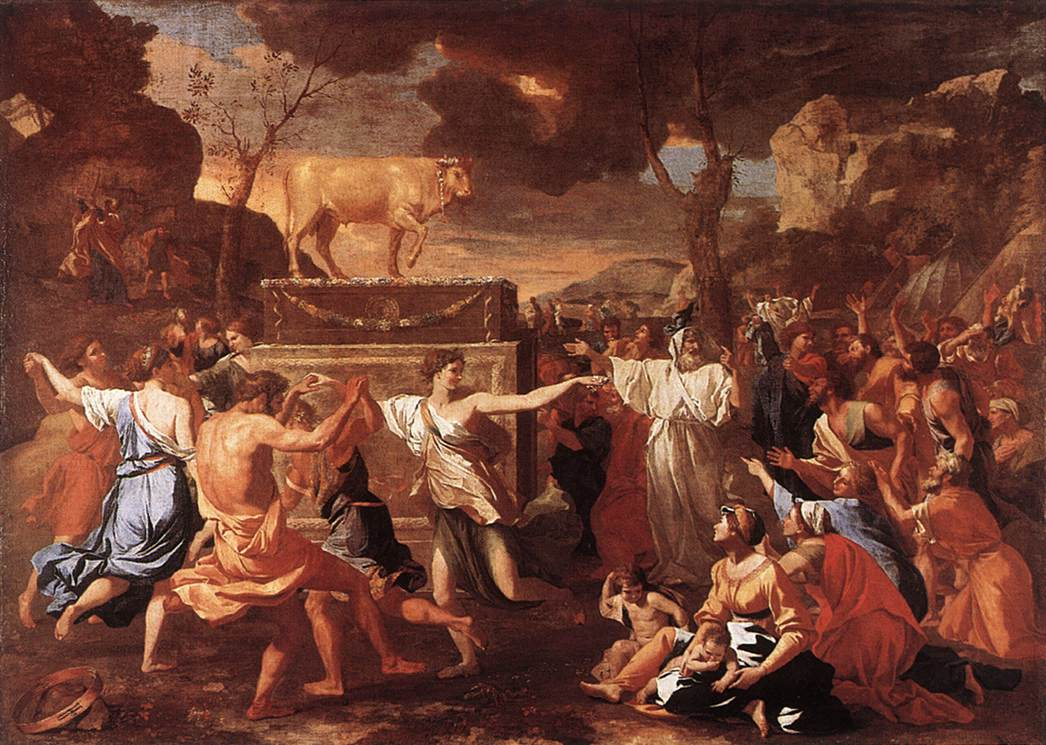
La adoración del becerro de oro. Óleo de Poussin, 1634.
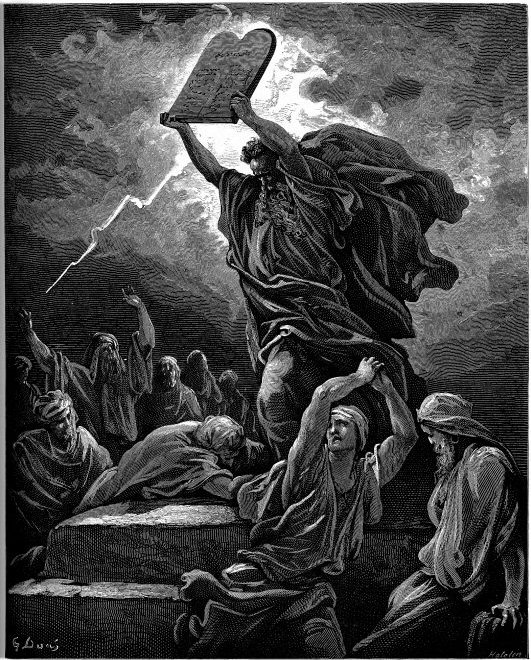
Moisés con las Tablas de la Ley. Grabado de Doré, siglo XIX
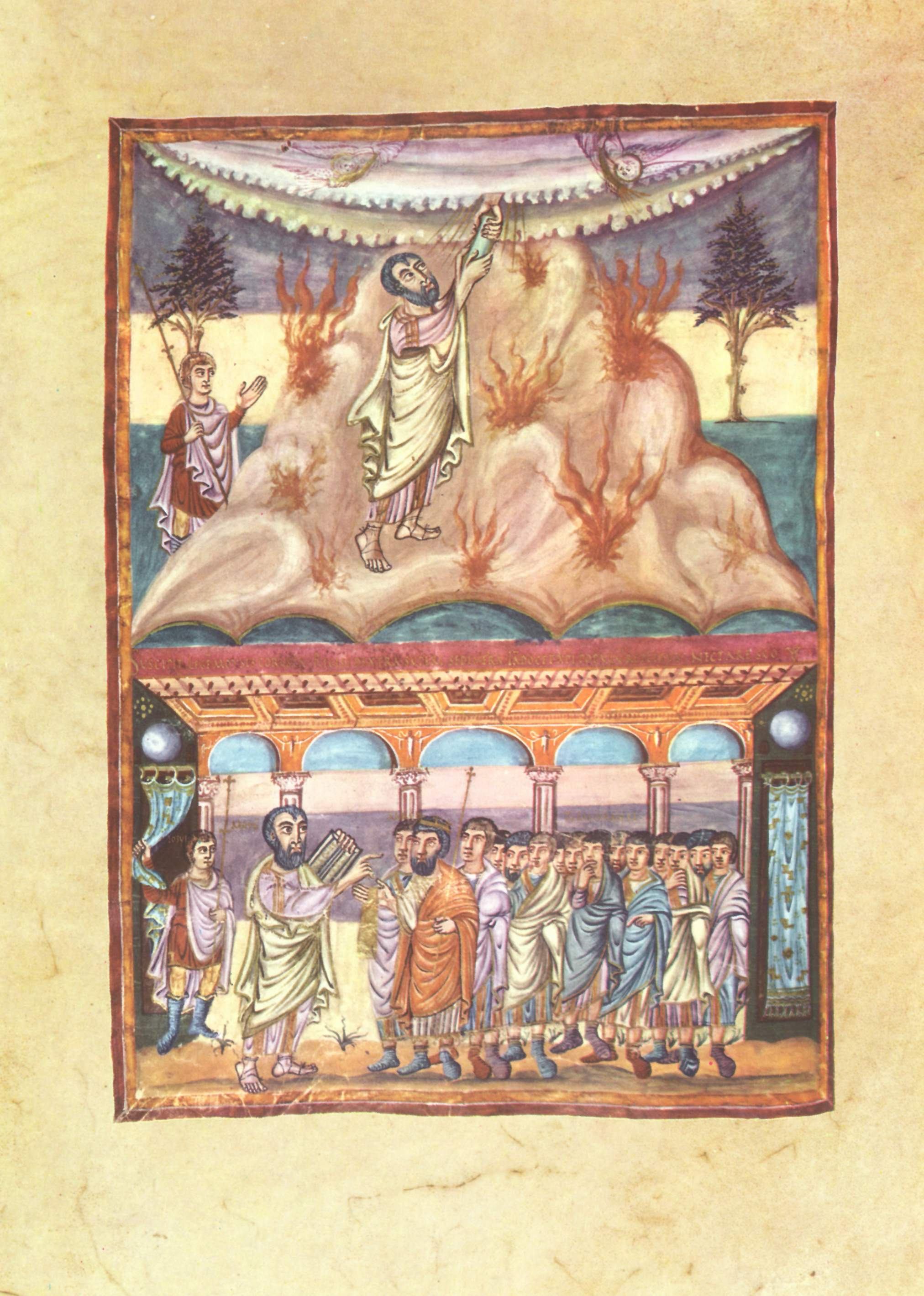
Moisés recibe la Ley en Sinaí y la transmite a los hebreos. Biblia de Grandval, manuscrito carolingio, c. 840 E.C. Museo Británico, Londres
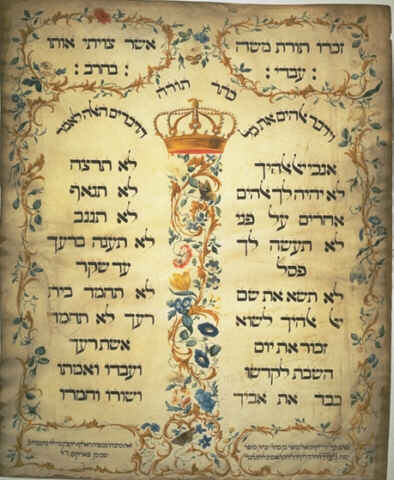
El Decálogo o Ley Mosaica. Jekuthiel Sofer, 1768. Bibliotheca Rosenthaliana, Ámsterdam
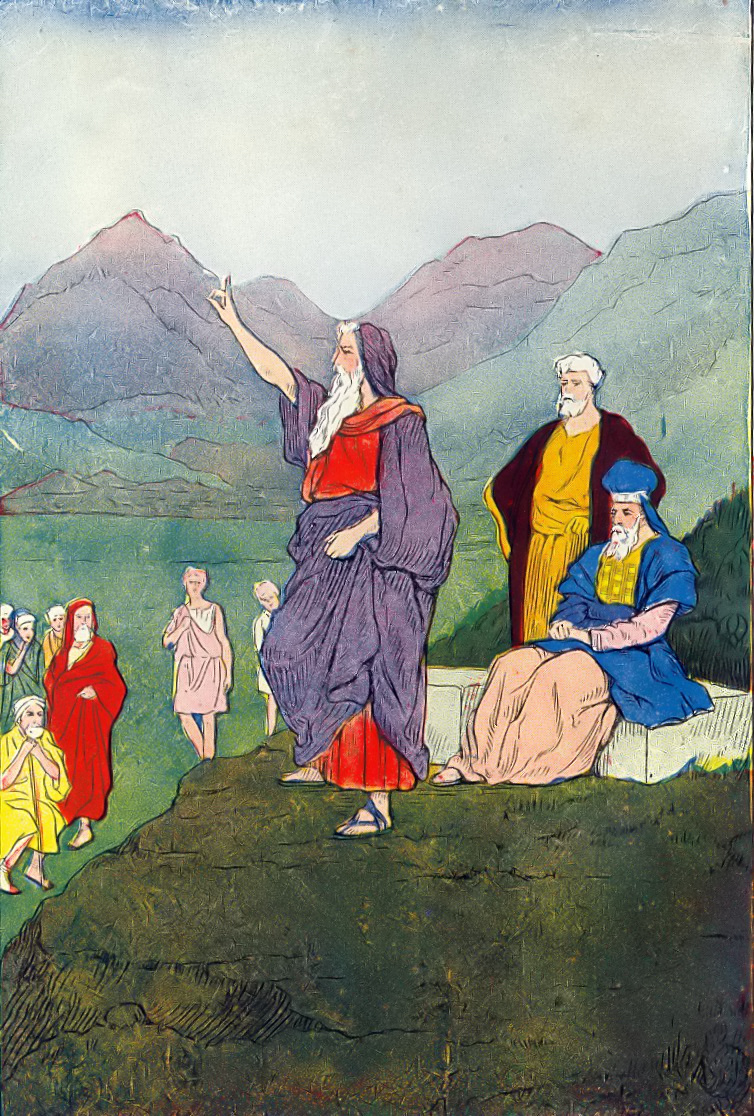
Moisés enseña los preceptos éticos al pueblo de Israel. Ilustración de Hartwell James, 1905-16
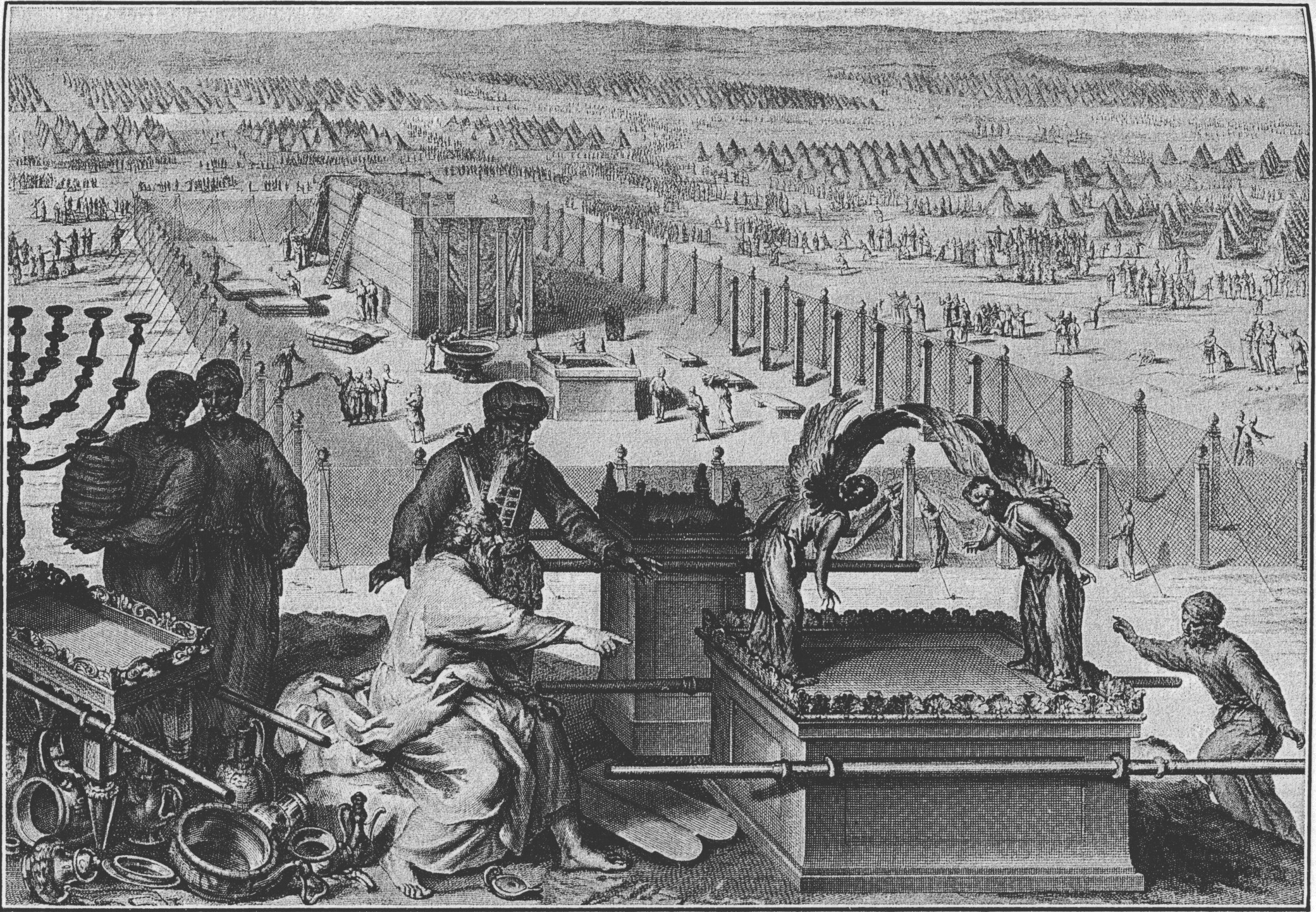
Moisés, Aarón y la erección del Tabernáculo (Éxodo 40:17-19). Figures de la Bible, 1728

### Traducciones judías del Éxodo
- Historia completa del Éxodo
- Exodus at Mechon-Mamre (traducción de la Sociedad de Publicación Judía)
- Exodus (The Living Torah) (Traducción del rabino Aryeh Kaplan y comentarios de Ort.org)
- Shemot - Exodus (Judaica Press) (traducción con comentarios de Rashi, desde Chabad.org)
- Book of Exodus (Enciclopedia Judía)

### Traducciones cristianas del Éxodo
- El Éxodo en Wikisource en español
- Exodus (versión autorizada del rey Jacobo), en Wikisource en inglés.
- Shemot (Éxodo) en hebreo e inglés (de acuerdo con el texto masorético y la edición JPS de 1917), en el sitio web Mechon Mamre.
- “Éxodo” en formato btm.

| Libro anterior, Génesis | Éxodo | Libro siguiente, Levítico |

- Datos: Q9190
- Multimedia: Book of Exodus / Q9190
- Textos: Éxodo